# Demba Ba
Demba Ba (Sèvres, Francia, 25 de mayo de 1985) es un exfutbolista senegalés. Jugaba de delantero y su último equipo fue el F. C. Lugano de Suiza.

## Trayectoria
Comenzó su carrera profesional en el año 2005, jugando para el FC Rouen de Francia con 20 años.
El 1 de julio fichó libre con el Royal Excelsior Mouscron de Bélgica, club con el que jugó 12 partidos y anotó 8 goles.
El 29 de agosto de 2007 fichó por el TSG 1899 Hoffenheim de Alemania, por un total de 3 millones de euros. Tras tres temporadas en el club, disputó 106 partidos, anotando 40 goles.
El 1 de julio de 2011 fichó por el West Ham United de la Premier League. Con el club londinense disputó tan sólo 13 partidos, abandonando el equipo para fichar por el Newcastle United, equipo de la misma liga. 
En el club logró destacarse, al haber marcado 29 goles en 58 partidos, lo que le llevó a fichar con el Chelsea a cambio de 8.5 millones de euros. 
En este club no tuvo tanta suerte de cara al gol y marcó 14 goles en 51 partidos. Sin embargo, se le recordará por anotar el gol de la remontada ante el PSG en cuartos de Champions.
El 18 de julio de 2014 fichó por el Beşiktaş Jimnastik Kulübü de Turquía por 6 millones de euros. La temporada siguiente fue traspasado al Shanghái Greenland Shenhua de China.
Durante un partido entre Shanghái Shenhua y el Shanghai SIPG FC (derbi de Shanghái) el 17 de julio de 2016, sufrió una grave lesión en la pierna en una disputa del balón contra Sun Xiang, dejándolo fuera de la cancha alrededor de 8 meses.
El 30 de enero de 2017 volvió en calidad de cedido al Beşiktaş Jimnastik Kulübü. Al finalizar la cesión aguardó media temporada más en China y se fue libre al Göztepe SK. En el verano decidió volver al Shanghái Greenland Shenhua y el 22 de enero de 2019 fichó por el Estambul Başakşehir F. K.
El 8 de diciembre de 2020, en un partido correspondiente a la Liga de Campeones de la UEFA entre su club y el París Saint-Germain francés, fue coprotagonista de un hecho que generó revuelo en el mundo. Al minuto 13 de juego, el cuarto árbitro de aquel encuentro (Sebastian Coltescu) le indicó al juez principal que debía expulsar a Pierre Webó (segundo entrenador del Estambul), indicando su color de piel para identificarlo. En base a esto, se produjo un escándalo que generó que ambos equipos abandonaron el campo de juego. En medio de las discusiones, Demba Ba se acercó al árbitro que emitió la desafortunada frase, y le recriminó: “Cuando hablas de alguien blanco no dices ese blanco, ¿por qué le dices ‘negro’ cuando se trata de alguien negro?”
Después de quedar libre del Estambul Başakşehir F. K. fichó por el F. C. Lugano de Suiza. Después de solo 47 días en el equipo suizo rescindió su contrato y anunció su retirada del fútbol.

## Selección nacional
Fue internacional con la selección de fútbol de Senegal en 22 ocasiones y marcó 3 goles. Debutó el 2 de junio de 2007, en un encuentro ante la selección de Tanzania que finalizó con marcador de 1-1.

### Participaciones en fases finales
| Copa                                                        | Sede                                                        | Resultado                                                   | Partidos | Goles |
| ----------------------------------------------------------- | ----------------------------------------------------------- | ----------------------------------------------------------- | -------- | ----- |
| Copa Africana de Naciones 2008                              | Ghana                                                       | Primera fase                                                | 1        | 1     |
| Copa Africana de Naciones 2012                              | Gabón y Guinea Ecuatorial                                   | Primera fase                                                | 5        | 1     |
| Clasificación de CAF para la Copa Mundial de Fútbol de 2014 | Clasificación de CAF para la Copa Mundial de Fútbol de 2014 | Clasificación de CAF para la Copa Mundial de Fútbol de 2014 | 1        | 0     |
| Copa Africana de Naciones 2015                              | Guinea Ecuatorial                                           | Primera fase                                                | 1        | 0     |
| Amistosos                                                   | Amistosos                                                   | Amistosos                                                   | 13       | 1     |
| Total                                                       | Total                                                       | Total                                                       | 21       | 3     |

## Clubes
| Club                      | País       | Año       | Partidos | Goles |
| ------------------------- | ---------- | --------- | -------- | ----- |
| F. C. Rouen               | Francia    | 2005–2006 | 26       | 22    |
| Royal Excelsior Mouscron  | Bélgica    | 2006-2007 | 12       | 8     |
| TSG 1899 Hoffenheim       | Alemania   | 2007-2011 | 106      | 40    |
| West Ham United F. C.     | Inglaterra | 2011      | 13       | 7     |
| Newcastle United F. C.    | Inglaterra | 2011-2013 | 58       | 29    |
| Chelsea F. C.             | Inglaterra | 2013-2014 | 51       | 14    |
| Beşiktaş J. K.            | Turquía    | 2014-2015 | 44       | 27    |
| Shanghái Shenhua          | China      | 2015-2016 | 54       | 34    |
| Beşiktaş J. K. (cedido)   | Turquía    | 2017      | 2        | 1     |
| Göztepe S. K. (cedido)    | Turquía    | 2018      | 13       | 7     |
| Estambul Başakşehir F. K. | Turquía    | 2019-2021 | 83       | 26    |
| F. C. Lugano              | Suiza      | 2021      | 3        | 0     |
| Total                     | Total      | Total     | 465      | 212   |

- Actualizado al último partido jugado de su carrera deportiva.[9]

## Palmarés

### Títulos nacionales
| Título               | Club                      | País    | Año     |
| -------------------- | ------------------------- | ------- | ------- |
| Superliga de Turquía | Beşiktaş J. K.            | Turquía | 2016-17 |
| Superliga de Turquía | Estambul Başakşehir F. K. | Turquía | 2019-20 |

### Distinciones individuales
| Distinción                                          | Año  |
| --------------------------------------------------- | ---- |
| Futbolista del Mes en la Premier League (diciembre) | 2011 |
| Máximo goleador de la Copa de China (6 goles)       | 2015 |